# Liste von Duftlinien
Diese Liste von Duftlinien enthält deren Parfümeure sowie die jeweiligen Lizenzgeber und Jahre, in denen sie auf den Markt gebracht wurden.
| Parfümeur                       | Lizenz                | Duftlinie                       | Veröffentlichung | Bemerkung |
| ------------------------------- | --------------------- | ------------------------------- | ---------------- | --- |
| Henri Alméras                   | Jean Patou            | Joy                             | 1935             | |
| Ernest Beaux                    | Chanel                | Chanel Nº 5                     | 1921             | |
| Ernest Beaux                    | Chanel                | Nº 22                           | 1922             | |
| Ernest Beaux                    | Chanel                | Bois des Îles                   | 1926             | |
| Ernest Beaux                    | Chanel                | Cuir de Russie                  | 1927             | |
| Calice Becker                   | Joop!                 | What About Adam                 | 1997             | |
| Calice Becker                   | Christian Dior        | J’adore                         | 1999             | |
| Calice Becker                   | DKNY                  | Energy                          | 2002             | |
| Calice Becker                   | Estée Lauder          | Beyond Paradise                 |                  | |
| Calice Becker                   | Tommy Hilfiger        | Tommy Girl                      |                  | |
| Pierre Bourdon                  | Davidoff              | Cool Water                      | 1988             | |
| Pierre Bourdon                  | Davidoff              | Good Life                       |                  | |
| Pierre Bourdon                  | Christian Dior        | Dolce Vita                      | 1995             | mit Maurice Roger |
| Pierre Bourdon                  | Yves Saint Laurent    | Kouros                          | 1981             | |
| Pierre Bourdon                  | Yves Saint Laurent    | Live Jazz                       |                  | |
| Jean Carles                     | Carven                | Ma Griffe                       | 1946             | |
| Jean Carles                     | Christian Dior        | Miss Dior                       | 1947             | mit Paul Vacher |
| Jean Carles                     | Dana                  | Canoe                           | 1935             | |
| Jean Carles                     | Dana                  | Tabu                            | 1932             | |
| Jean Carles                     | Elsa Schiaparelli     | Shocking                        | 1937             | |
| Jacques Cavallier               | Issey Miyake          | L’Eau d’Issey                   |                  | |
| Jacques Cavallier               | Bulgari               | Bulgari for men                 |                  | |
| Bernard Chant                   |                       | Aramis-Serie                    | 1965             | |
| Bernard Chant                   | Clinique              | Aromatics Elixir                |                  | |
| Bernard Chant                   | Grès                  | Cabochard                       | 1959             | |
| Mary Chess                      | Mary Chess            | White Lilac                     | 1932             | |
| Mary Chess                      | Mary Chess            | Tuileries                       | 1960             | |
| Mary Chess                      | Mary Chess            | Tapestry                        | 1934             | |
| François Coty                   |                       | Chypre                          | 1917             | |
| Ernest Daltroff                 |                       | Caron                           |                  | |
| Bertrand Duchaufour             | Hubert de Givenchy    | Lucky Charms                    | 2005             | |
| Jean-Claude Ellena              | Hermès                | Hermessence                     |                  | |
| Jean-Claude Ellena              | Bulgari               | Thé Vert                        | 1992             | |
| Jean-Claude Ellena              | Van Cleef & Arpels    | First                           | 1976             | |
| Jean-Claude Ellena              | The Different Company |                                 |                  | in Kooperation mit Tochter Celine |
| Jean-Claude Ellena              | Malle                 | Angélique sous la pluie         |                  | |
| Jean-Claude Ellena              | Malle                 | Cologne Bigarade                |                  | |
| Jean-Claude Ellena              | Malle                 | Bigarade Concentrée             |                  | |
| Jean-Claude Ellena              | Malle                 | L’eau d’Hiver                   |                  | |
| Francis Fabron                  | Nina Ricci            | L’Air du Temps                  | 1948             | |
| Johann Maria Farina             |                       | Eau de Cologne                  | 1714             | Kölnisch Wasser |
| Tina Farina                     | Farina gegenüber      | Typologie, Tina Farina          | 1981             | |
| Edouard Fléchier                | Christian Lacroix     | C’est La Vie                    |                  | |
| Jaques Flori                    | Etro                  | Messe de Minuit                 |                  | |
| Jaques Flori                    | Etro                  | Anice                           |                  | |
| Jaques Flori                    | Etro                  | Shaal Nur                       |                  | |
| Jaques Flori                    | Etro                  | Vetiver                         |                  | |
| André Fraysse                   | Lanvin                | Arpège                          | 1927             | mit Paul Vacher |
| Stefano Frecceri                |                       | Acqua di Genova                 | 1853             | 24 Goldmedaillen der Weltausstellungen 1855 bis 1898 |
| Olivia Giacobetti               | Shiseido              | IUNX                            |                  | |
| Olivia Giacobetti               | Hermès                | Hiris                           |                  | |
| Olivia Giacobetti               | Lubin Paris           | Idole                           | 2005             | |
| Olivia Giacobetti               | Andree Putmann        | Préparation Parfumée            |                  | |
| Olivia Giacobetti               | Malle                 | En Passant                      |                  | |
| Sophia Grojsman                 | Boucheron             | Jaipur                          | 1994             | mit Jean Pierre Mary |
| Sophia Grojsman                 | Calvin Klein          | Eternity                        | 1988             | |
| Sophia Grojsman                 | Estée Lauder          | Spellbound                      |                  | |
| Sophia Grojsman                 | Kenzo                 | Kashaya                         |                  | |
| Sophia Grojsman                 | Karl Lagerfeld        | Sun Moon Stars                  |                  | |
| Sophia Grojsman                 | Lalique               | Parfum Lalique                  | 1992             | |
| Sophia Grojsman                 | Lancôme               | Trésor                          | 1990             | |
| Sophia Grojsman                 | Laura Biagiotti       | Sotto Voce                      |                  | |
| Sophia Grojsman                 | Yves Saint Laurent    | Paris                           | 1983             | |
| Aimé Guerlain                   | Guerlain              | Jicky                           | 1889             | |
| Jacques Guerlain                | Guerlain              | Apres L’Ondée                   | 1906             | |
| Jacques Guerlain                | Guerlain              | L’Heure Bleue                   | 1912             | |
| Jacques Guerlain                | Guerlain              | Mitsouko                        | 1919             | |
| Jacques Guerlain                | Guerlain              | Shalimar                        | 1925             | |
| Jacques Guerlain                | Guerlain              | Sous Le Vent                    | 1933             | |
| Jacques Guerlain                | Guerlain              | Vol de Nuit                     | 1933             | |
| Jacques Guerlain                | Guerlain              | Chamade                         | 1969             | |
| Jean-Paul Guerlain              | Guerlain              | Chant d’Arômes                  | 1962             | |
| Jean-Paul Guerlain              | Guerlain              | Jardins de Bagatelle            | 1983             | |
| Jean-Paul Guerlain              | Guerlain              | Mahora                          | 2000             | |
| Jean-Paul Guerlain              | Guerlain              | Nahéma                          | 1979             | |
| Jean-Paul Guerlain              | Guerlain              | Parure                          | 1975             | |
| Jean-Paul Guerlain              | Guerlain              | Samsara                         | 1989             | |
| Pierre-François-Pascal Guerlain | Guerlain              | Eau de Cologne Impériale        | 1853             | Hoflieferant des belgischen Königshauses und des französischen Kaiserhauses |
| Jean Guichard                   | Cacharel              | Eau de Eden                     |                  | |
| Jean Guichard                   | Cacharel              | LouLou                          | 1987             | |
| Jean Guichard                   | Calvin Klein          | Obsession                       |                  | |
| Jean Guichard                   | Cartier               | So Pretty                       | 1995             | |
| Jean Guichard                   | Celine                | Pour Femme                      | 2000             | |
| Jean Guichard                   | Hermès                | Concentre d’Orange Vert         | 2004             | |
| Jean Guichard                   | Montana               | Parfum de Peau                  | 1986             | |
| Jean Guichard                   | Ricci                 | Deci Dela                       |                  | |
| Jean Guichard                   | Ricci                 | Les Belles                      |                  | |
| Jean Guichard                   | Trussardi             | Donna                           |                  | |
| Paul Jellinek                   | Farina                | Russisch Leder                  | 1925             | |
| Jean Kerléo                     | Jean Patou            | 1000                            | 1972             | |
| Jean Kerléo                     | Jean Patou            | Ma Liberté                      | 1987             | |
| Jean Kerléo                     |                       | Privé                           |                  | |
| Jean Kerléo                     | Jean Patou            | Sublime                         | 1992             | |
| Jean Kerléo                     | Jean Patou            | Voyageur                        | 1994             | |
| Jean Kerléo                     | Estée Lauder          | Knowing                         |                  | |
| Francis Kurkdjian               | Acqua di Parma        | Iris Nobile                     | 2004             | mit Françoise Caron |
| Francis Kurkdjian               | Elizabeth Arden       | Green Tea                       |                  | |
| Francis Kurkdjian               | Giorgio Armani        | Mania for men                   |                  | |
| Francis Kurkdjian               | Narciso Rodriguez     | For Her                         | 2005             | mit Christine Nagel, gewann 2005 den Fragrance Foundation France Award (auch als FiFi Awards bezeichnet) und 2012 den “Twenty Years of Creativity” Preis beim 20. Jubiläum der FiFi Awards: most iconic women’s fragrance von den 20, die in der 20-jährigen Geschichte mit einem Jahrespreis ausgezeichnet worden waren. |
| Francis Kurkdjian               | Guerlain              | Rose Barbare                    | 2005             | |
| Francis Kurkdjian               | Jean-Paul Gaultier    | Fragile                         | 1999             | |
| Francis Kurkdjian               | Jean-Paul Gaultier    | Gaultier^2                      | 2005             | |
| Francis Kurkdjian               | Jean-Paul Gaultier    | Le Male                         | 1995             | |
| Francis Kurkdjian               | Joop!                 | Muse                            | 2003             | |
| Francis Kurkdjian               | Versace               | Jeans Couture Glam              |                  | |
| Francis Kurkdjian               | Juliette has a Gun    | Lady Vengeance                  | 2006             | |
| Francis Kurkdjian               | Juliette has a Gun    | Miss Charming                   | 2006             | |
| Francis Kurkdjian               | Juliette has a Gun    | Citizen Queen                   | 2008             | |
| Sophie Labbé                    | Cacharel              | Promesse                        |                  | |
| Sophie Labbé                    | Hubert de Givenchy    | Organza-Serie                   |                  | |
| Sophie Labbé                    |                       | G de Gigli                      |                  | |
| Sophie Labbé                    | Ricci                 | Premier Jour                    |                  | |
| Sophie Labbé                    | Hugo Boss             | Boss Woman                      |                  | |
| Christophe Laudamiel            | American Beauty       | Wonderful                       | 2005             | |
| Christophe Laudamiel            | Clinique              | Happy Heart                     |                  | |
| Christophe Laudamiel            | Estée Lauder          | Youth Dew Amber Nude            | 2005             | |
| Christophe Laudamiel            | Kors                  | Island                          | 2005             | mit Loc Dong |
| Christophe Laudamiel            | Ralph Lauren          | Polo Blue                       |                  | mit Carlos Benaïm |
| Christophe Laudamiel            | Tommy Hilfiger        | True Star Gold                  | 2005             | |
| Christophe Laudamiel            | Humiecki & Graef      | Skarb                           |                  | |
| Wilhelm Lindner                 | J.G. Mouson & Co.     | Valse de Vienne (Wiener Walzer) | 1940             | |
| Nathalie Lorson                 | Chopard               | Wish                            |                  | |
| Nathalie Lorson                 | Dolce & Gabbana       | D & G Pour Femme                |                  | mit Max Gavarry |
| Nathalie Lorson                 | Brosseau              | Ombre d’Or                      |                  | |
| Nathalie Lorson                 | Jil Sander            | Pure                            | 2003/2004        | mit Ilias Ermenidis |
| Nathalie Lorson                 | Sander                | Sensations                      | 2000             | mit Alain Astori |
| Uwe L. Manasse                  |                       | iFume                           | 2008             | |
| Annick Menardo                  | Bulgari               | Black                           | 1998             | |
| Annick Menardo                  | Hugo Boss             | Boss                            | 1998             | |
| Annick Menardo                  | Lancôme               | Hypnôse                         | 2005             | mit Thierry Wasser |
| Annick Menardo                  | Lolita Lempicka       |                                 | 1997             | |
| Annick Menardo                  | Montana               | Blu                             | 2000             | |
| Annick Menardo                  | Le Labo               | Patchouli 24                    |                  | |
| Annick Menardo                  | Christian Dior        | Bois d’Argent                   |                  | |
| Pierre Montale                  | Montale               | Oud Queen Rose                  |                  | |
| Pierre Montale                  | Montale               | Greyland                        |                  | |
| Pierre Montale                  | Montale               | Crystal Flowers                 |                  | |
| Pierre Montale                  | Montale               | Soleil de Capri                 |                  | |
| Pierre Montale                  | Montale               | Sweet Oriental Dream            |                  | |
| Alberto Morillas                | Bulgari               | Blu                             | 2000             | |
| Alberto Morillas                | Calvin Klein          | One                             | 1994             | mit Harry Fremont |
| Alberto Morillas                | Cartier               | Le Baiser du Dragon             | 2003             | |
| Alberto Morillas                | Cartier               | La Panthère                     | 2014             | |
| Alberto Morillas                | Giorgio Armani        | Acqua di Gio                    | 1995             | |
| Alberto Morillas                | Lanvin                | Oxygène                         | 2000             | |
| Alberto Morillas                | Tommy Hilfiger        | Tommy                           | 1994             | mit Annie Buzantian |
| Michel Morsetti                 | Caron                 | Coup de Fouet                   | 1954             | |
| Michel Morsetti                 | Caron                 | Farnesiana                      | 1947             | |
| Michel Morsetti                 | Caron                 | Muguet du Bonheur               |                  | |
| Michel Morsetti                 | Caron                 | Or et Noir                      | 1949             | |
| Michel Morsetti                 | Caron                 | Poivre                          | 1954             | |
| Michel Morsetti                 | Caron                 | Pour Une Femme                  | 1949             | |
| Michel Morsetti                 | Caron                 | Rose                            | 1949             | |
| Michel Morsetti                 | Caron                 | Tabac Noir                      | 1948             | |
| Michel Morsetti                 | Caron                 | With Pleasure                   | 1949             | |
| Paul Parquet                    | Houbigant             | Chantilly                       | 1941             | |
| Paul Parquet                    | Houbigant             | Fougère Royale                  | 1882             | |
| Jacques Polge                   | Chanel                | Bois Noir                       | 1987             | |
| Jacques Polge                   | Chanel                | Chance                          | 2002             | |
| Jacques Polge                   | Chanel                | Coco                            | 1984             | |
| Jacques Polge                   | Chanel                | Coco Mademoiselle               | 2001             | |
| Jacques Polge                   | Chanel                | Cristalle                       | 1993             | |
| Jacques Polge                   | Chanel                | Egoïste                         | 1990             | |
| Jacques Polge                   | Chanel                | Allure Homme                    | 1999             | |
| Jacques Polge                   | Chanel                | Sycomore                        | 2008             | |
| Jacques Polge                   | Chanel                | Bleu de Chanel                  | 2010             | |
| Jacques Polge                   | Ungaro                | Diva                            | 1984             | |
| Jacques Polge                   | Ungaro                | Senso                           | 1987             | |
| Jacques Polge                   | Tiffany               | Pure Tiffany                    | 2003             | |
| Jacques Polge                   | Tiffany               | Sheer Tiffany                   | 1999             | |
| Jacques Polge                   | Tiffany               | Tiffany for Men                 | 1989             | |
| Olivier Polge                   | Bulgari               | Eau Parfumée au Thé Rouge       | 2005             | |
| Olivier Polge                   | Christian Dior        | Pure Poison                     | 2004             | mit Dominique Ropion und Carlos Benaïm |
| Olivier Polge                   | Christian Dior        | Homme                           | 2005             | |
| Olivier Polge                   | Ungaro                | Apparition for men              | 2005             | |
| Olivier Polge                   | Giorgio Armani        | Code for women                  | 2006             | mit Dominique Ropion und Carlos Benaim |
| Olivier Polge                   | Guerlain              | Cuir Beluga                     | 2005             | |
| Olivier Polge                   | La Perla              | Blue                            |                  | |
| Olivier Polge                   | Moschino              | Friends Men                     | 2005             | |
| Olivier Polge                   | Viktor & Rolf         | Flowerbomb                      | 2005             | mit Carlos Benaïm and Domitille Michalon |
| Francois Robert                 | Lanvin                | Vetyver                         | 2003             | |
| Francois Robert                 |                       | Parfums de Rosine               |                  | |
| Guy Robert                      | Christian Dior        | Dioressence                     | 1979             | |
| Guy Robert                      | Gucci                 | No. 1                           | 1972             | |
| Guy Robert                      | Hermès                | Calèche                         | 1961             | |
| Guy Robert                      | Hermès                | Equipage                        | 1970             | |
| Guy Robert                      | Rochas                | Madame Rochas                   | 1960             | original version |
| Guy Robert                      | Rochas                | Monsieur Rochas                 | 1969             | |
| Henri Robert                    | Chanel                | Cristalle                       | 1974             | |
| Henri Robert                    | Chanel                | No. 19                          | 1970             | |
| Henri Robert                    | Chanel                | Pour Monsieur                   | 1955             | |
| Maurice Roger                   | Christian Dior        | Poison                          | 1985             | |
| Dominique Ropion                | Christian Dior        | Pure Poison                     | 2004             | mit Carlos Benaïm und Olivier Polge |
| Dominique Ropion                | Malle                 | Carnal Flowers                  | 2005             | |
| Dominique Ropion                | Malle                 | Une Fleur de Cassie             |                  | |
| Dominique Ropion                | Malle                 | Vetiver Extraordinaire          |                  | |
| Dominique Ropion                | Giorgio Armani        | Code for women                  | 2006             | mit Carlos Benaim und Olivier Polge |
| Dominique Ropion                | Hubert de Givenchy    | Amarige                         | 1991             | |
| Dominique Ropion                | Hubert de Givenchy    | Very Irresistible for women     |                  | mit Sophie Labbe und Carlos Benaïm |
| Dominique Ropion                | Hubert de Givenchy    | Ysatis                          | 1984             | |
| Vincent Roubert                 | Coty                  | A Suma                          |                  | |
| Vincent Roubert                 | Coty                  | L’Aimant                        | 1927             | mit François Coty |
| Vincent Roubert                 | Coty                  | L’Or                            | 1912             | |
| Vincent Roubert                 | Coty                  | Vertigo                         |                  | |
| Vincent Roubert                 | Jacques Fath          | Green Water                     | 1947             | |
| Vincent Roubert                 | Jacques Fath          | Iris Gris                       | 1947             | |
| Maurice Roucel                  | Bond no. 9            | Broadway Nite                   | 2003             | |
| Maurice Roucel                  | Bond no. 9            | New Haarlem                     | 2003             | |
| Maurice Roucel                  | Bond no. 9            | Riverside Drive                 |                  | |
| Maurice Roucel                  | Castelbajac           | Castelbajac                     |                  | |
| Maurice Roucel                  | Malle                 | Musc Ravageur                   |                  | |
| Maurice Roucel                  | Strehle               | Strenesse                       |                  | |
| Maurice Roucel                  | Gucci                 | Envy                            |                  | |
| Maurice Roucel                  | Hermès                | 24, Faubourg                    |                  | |
| Maurice Roucel                  | Krizia                | K                               |                  | |
| Maurice Roucel                  | Lalique               | Pour Homme                      |                  | |
| Maurice Roucel                  | Lutens                | Iris Silver Mist                | 1994             | |
| Edmond Roudnitska               | Christian Dior        | Diorama                         | 1948             | |
| Edmond Roudnitska               | Christian Dior        | Dior-Dior                       |                  | |
| Edmond Roudnitska               | Christian Dior        | Diorella                        | 1972             | |
| Edmond Roudnitska               | Christian Dior        | Diorissimo                      | 1956             | |
| Edmond Roudnitska               | Christian Dior        | Eau Fraîche                     | 1955             | |
| Edmond Roudnitska               | Christian Dior        | Eau Sauvage                     | 1966             | |
| Edmond Roudnitska               | Christian Dior        | Miss Dior                       | 1947             | |
| Edmond Roudnitska               | Hermès                | Eau d’Hermès                    | 1949             | |
| Edmond Roudnitska               | Hermès                | Grande Eau d’Hermès             |                  | |
| Edmond Roudnitska               | Rochas                | Femme                           | 1944             | |
| Edmond Roudnitska               | Rochas                | La Rose                         |                  | |
| Edmond Roudnitska               | Rochas                | Mouche                          |                  | |
| Edmond Roudnitska               | Rochas                | Mousseline                      |                  | |
| Edmond Roudnitska               | Rochas                | Moustache                       | 1949             | |
| Michel Roudnitska               | Malle                 | Noir Epices                     |                  | |
| Michel Roudnitska               | Ellie D.              | Ellie                           |                  | |
| Michel Roudnitska               | Ellie D.              | Ellie Nuit                      |                  | |
| Ralf Schwieger                  | Malle                 | Lipstick Rose                   |                  | |
| Ralf Schwieger                  | Hermès                | Eau des Merveilles              | 2004             | mit Nathalie Feisthauer |
| Christopher Sheldrake           | Serge Lutens          | A La Nuit                       | 2000             | |
| Christopher Sheldrake           | Serge Lutens          | Ambre Sultan                    | 2000             | |
| Christopher Sheldrake           | Serge Lutens          | Arabie                          | 2000             | |
| Christopher Sheldrake           | Serge Lutens          | Chergui                         | 2001             | |
| Christopher Sheldrake           | Serge Lutens          | Clair de Musc                   | 2003             | |
| Christopher Sheldrake           | Serge Lutens          | Cuir Mauresque                  | 1996             | |
| Christopher Sheldrake           | Serge Lutens          | Daim Blond                      | 2004             | |
| Christopher Sheldrake           | Serge Lutens          | Datura Noir                     | 2001             | |
| Christopher Sheldrake           | Serge Lutens          | Douce Amère                     | 2000             | |
| Christopher Sheldrake           | Serge Lutens          | Miel de Bois                    | 2005             | |
| Christopher Sheldrake           |                       | Muscs Koublai Khan              | 1998             | |
| Christopher Sheldrake           |                       | Rahat Loukoum                   | 1998             | |
| Christopher Sheldrake           | Serge Lutens          | Sa Majesté la Rose              | 2000             | |
| Christopher Sheldrake           | Serge Lutens          | Santal Blanc                    | 2001             | |
| Christopher Sheldrake           |                       | Santal de Mysore                | 2001             | |
| Christopher Sheldrake           |                       | Tubereuse Criminelle            | 1999             | |
| Jean-Louis Sieuzac              | Christian Dior        | Dune                            | 1991             | |
| Jean-Louis Sieuzac              | Christian Dior        | Fahrenheit                      |                  | |
| Jean-Louis Sieuzac              | Oscar de la Renta     | Oscar                           | 1977             | |
| Jean-Louis Sieuzac              | Rykiel                | Sonia Rykiel                    |                  | |
| Jean-Louis Sieuzac              | Yves Saint Laurent    | Opium                           | 1977             | |
| Paul Vacher                     | Christian Dior        | Miss Dior                       | 1947             | mit Jean Carles |
| Paul Vacher                     | Lanvin                | Arpège                          | 1927             | mit André Fraysse |
| Thierry Wasser                  | Calvin Klein          | Truth                           | 2000             | mit Jacques Cavalier und Alberto Morillas |
| Thierry Wasser                  | Christian Dior        | Addict                          | 2002             | |
| Thierry Wasser                  | Lancôme               | Hypnôse                         | 2005             | mit Annick Menardo |
| Thierry Wasser                  | Fendi                 | Palazzo                         | 2007             | mit Annick Menardo |
| Thierry Wasser                  | Giorgio Armani        | Emporio Armani Diamonds         | 2007             | |
| Thierry Wasser                  | Guerlain              | Iris Ganache                    | 2007             | |
| Thierry Wasser                  | Guerlain              | Quand vient la pluie            | 2007             | mit Sylvaine Delacourte |